# Édouard Cortès

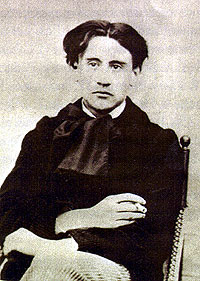
Don Kurtz: Portret van Édouard Cortès, rond 1905

Édouard Cortès (Lagny-sur-Marne, 6 augustus 1882 - aldaar, 26 november 1969) was een van de voornaamste Franse kunstschilders uit de Groupe de Lagny.
Zijn moeder was Leontine Frappart en zijn vader Antonio Cortès. In de rue des Etuves, 5 stond zijn geboortehuis. Zijn vader, Antonio, was zelf een verdienstelijk dierenschilder en leermeester van zijn 3 kinderen: André, Jeanne en Edouard. Hij was betrokken bij de vorming van de Groupe de Lagny, in 1885, samen met Leo Gausson, Cavallo-Peduzzi, Maximilien Luce en Lucien Pissarro, zoon van de bekende impressionist Camille Pissarro.
Edouard kocht in 1910 het oud-atelier van Cavallo-Petuzzi, te Lagny-sur-Marne, en hij sloot er vriendschap met Pierre Montézin. Hij trouwde in 1914, te Parijs, met Fernande Joyeuse, die echter al stierf in 1918. In 1916 werd zijn dochter Simone geboren, te Parijs.
Tijdens de Eerste Wereldoorlog werd hij opgeroepen bij de Franse infanterie. Aan het front kon hij zich verdienstelijk maken bij het uittekenen van de vijandelijke posities.
In 1919 trouwde hij opnieuw te Parijs, nu met de zuster van zijn eerste vrouw, Lucienne Joyeuse en in 1920 ging hij weer in Lagny wonen, nu in de rue Macheret.
Voor 1907, toen de Union Artistique et Littéraire du canton de Lagny ophield te bestaan, had hij al geëxposeerd op de Salons van deze vereniging, nauwelijks 16 jaar oud.
Vanaf de stichting in 1926 tot in 1947 leidde hij de Union des Beaux-Arts de Lagny als bedrijvig voorzitter, met Pierre Montézin als erevoorzitter.
Hij stelde zijn neoimpressionistische werken tentoon in tientallen Franse steden. Ook internationaal kwam hij meermaals aan bod in Oostenrijk, Canada, Engeland, Zwitserland en Verenigde Staten.

## Onderscheidingen
In 1929 werd hij benoemd tot als Officier de l'Académie des Beaux-Arts. In 1931 kreeg hij het erekruis als Chevalier de l'Education Sociale en in 1959 werd hij Chevalier de l'Ordre des Arts et des Lettres.